# The Young Turks
The Young Turks е американско либерално-прогресивистко предаване за политически и социални коментари с водещи Дженк Уйгур и Ана Каспарян. Създадено е през 2002 от Уйгур като токшоу по Sirius Satellite Radio.
Продуцентите му твърдят, че The Young Turks е най-голямото онлайн шоу в света за новини и политически коментари. Каналът му в Youtube има повече от 2 милиарда преглеждания от създаването си, със средно 750 000 посещения дневно към април 2012 и 1 400 000 към
ноември 2014. Предаването е част от TYT Network – мрежа от новинарски и токшоута от същите продуценти.

## История
Предаването е създадено през 2002 от Дженк Уйгур и неговите приятели Бен Манкевич, Дейв Колър и Джил Пайк. Излъчва се по Sirius Satellite Radio. Името му произхожда от фразата на английски: Young Turks (младотурци), като нарицателна в английския език на бунтари и реформатори. От ноември 2011 The Young Turks се излъчва в телевизионен формат по Current TV със заглавие „The Young Turks with Cenk Uygur“ (The Young Turks с Дженк Уйгур). След придобиването на Current TV от Ал Джазира предаването е свалено от ефир, заради острия си политически тон.
Днес The Young Turks се излъчва по Hulu и в собствените си канали в Youtube и Facebook.

## Формат
Фокусът на The Young Turks е американската политика и засяга теми като влиянието на парите, отношението към наркотиците, социалният прогрес, климатичните промени, роята на религията в обществото, моралът и сексуалността.

### Финансиране
Приходите на The Young Turks са около 3 милиона щатски долара годишно. По признание на Дженк Уйгур, около една трета от тях идват от абонаментни такси, а останалите – от реклами в YouTube.